# شارل ده ژامونیر
شارل ده ژامونیر (فرانسوی: Charles des Jamonières‎; ۱۸ آوریل ۱۹۰۲ – ۱۶ اوت ۱۹۷۰) تیرانداز اهل فرانسه بود.
وی در مسابقات کشوری و بین‌المللی در مجموع برندهٔ ۱ مدال برنز شده‌است.